# Старая Ладога
Ста́рая Ла́дога (до 1703 года —  Ла́дога) — село в Волховском муниципальном районе Ленинградской области, административный центр Староладожского сельского поселения.
Возникшая по данным археологии в середине VIII века Ладога названа резиденцией Рюрика в Ипатьевском списке XV века «Повести временных лет». Согласно этой версии, Рюрик находился в Ладоге до 864 года и лишь после этого основал Новгород.

## Происхождение названия
Скандинавское название Ладоги — Альдейгья, Альдейгьюборг (др.-сканд. Aldeigja, Aldeigjuborg), первое письменное упоминание которого в исходной форме др.-сканд. Aldeigjar встречается в поэме «Bandadrapa» Эйольва Дадаскальда, сочинённой около 1010 года в честь ярла Эйрика.
Название Ладога носит река, озеро и город. При этом до последнего времени не было вполне ясно, какое из названий является первичным. Название города выводили от наименования Ладожского озера (из фин. *aaldokas, aallokas «волнующийся» — от aalto «волна»), или от названия реки Ладога (ныне Ладожка, из фин. *Alode-joki, где alode, aloe — «низкая местность» и jok(k)i — «река»).
Лингвист Е. А. Хелимский предлагает германскую этимологию. По его мнению, первичным является название озера — от др.-сканд. *Aldauga «старый источник, подобный открытому морю». Данный гидроним связан с названием Невы (которая вытекает из Ладожского озера) в германских языках — «новая». Через промежуточную форму *Aldaugja это слово дало др.-сканд. Aldeigja, а впоследствии Ладога.
Историк Т. Н. Джаксон отмечает: «к настоящему времени можно считать почти доказанным, что сначала возникло название реки, затем города и лишь затем озера». Поэтому первичным она считает гидроним (название реки), возникший от др.-фин. *Alode-jogi (joki) «нижняя река». Затем от названия реки произошло название города др.-сканд. Aldeigja, и уже оно было заимствовано славянским населением и преобразовано при помощи метатезы ald → lad в др.-рус. Ладога.
Названия жителей Старой Ладоги — ладожа́не, старола́дожцы.

## История

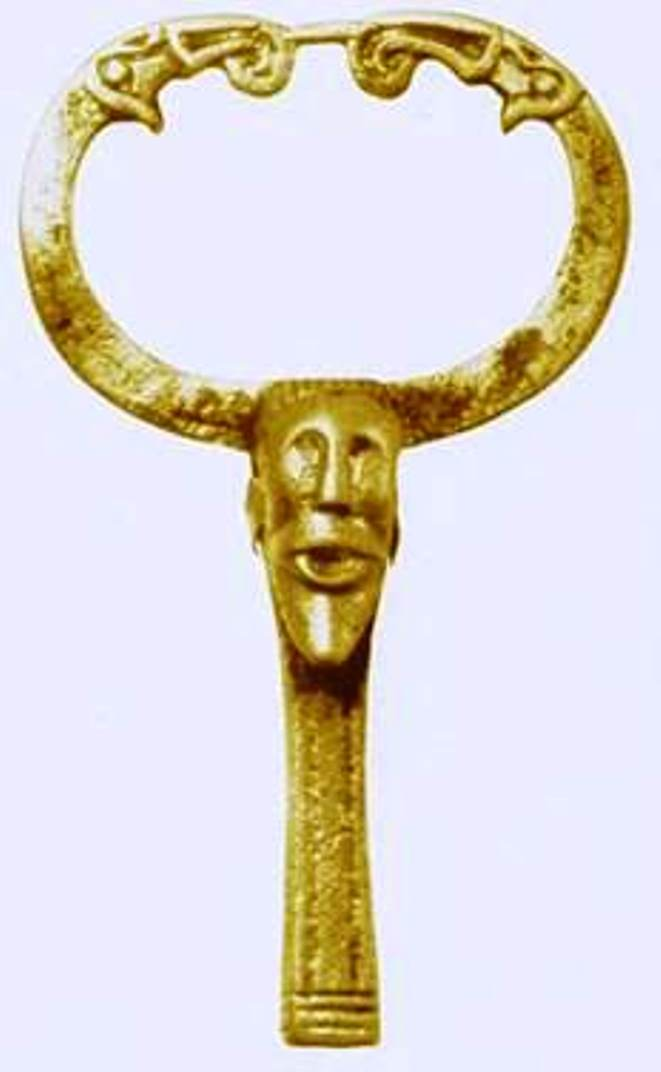
«Поющий Один» из скандинавского производственного комплекса Старой Ладоги VIII века. Навершие несохранившегося предмета. Стилистически связан с искусством Скандинавии вендельской эпохи

Стоянка эпохи неолита на территории села датируется 3-м тысячелетием до н. э.
После бурения на Земляном городище под культурным слоем толщиной четыре метра выявлены маломощный торфяник и отложения ладожской трансгрессии. Около 2000 лет назад уровень воды в Волхове опустился ниже десяти метров абсолютной высоты. Территория будущей Старой Ладоги стала пригодна для заселения после дальнейшего снижения уровня воды не ранее середины I тысячелетия.
Под Земляным городищем распашка поверхности производилась на раскопе 4 не позднее или несколько ранее VI века, а на раскопе 3 — начиная со второй половины VII века — первой половины VIII века. Земледелие первых ладожан подтверждается находками зёрен пшеницы, ржи, ячменя, проса и конопли. Предположительно VII веком датируется гребень эпохи Меровингов, найденный в Старой Ладоге в 2013 году. Зачаточное славянское поселение могло возникнуть на Земляном городище около 700 года или даже ранее. Лепная профилированная керамика «ладожского типа» с чётко выраженным переломом, часто ребром в верхней трети сосуда появляется изначально с середины VIII века.

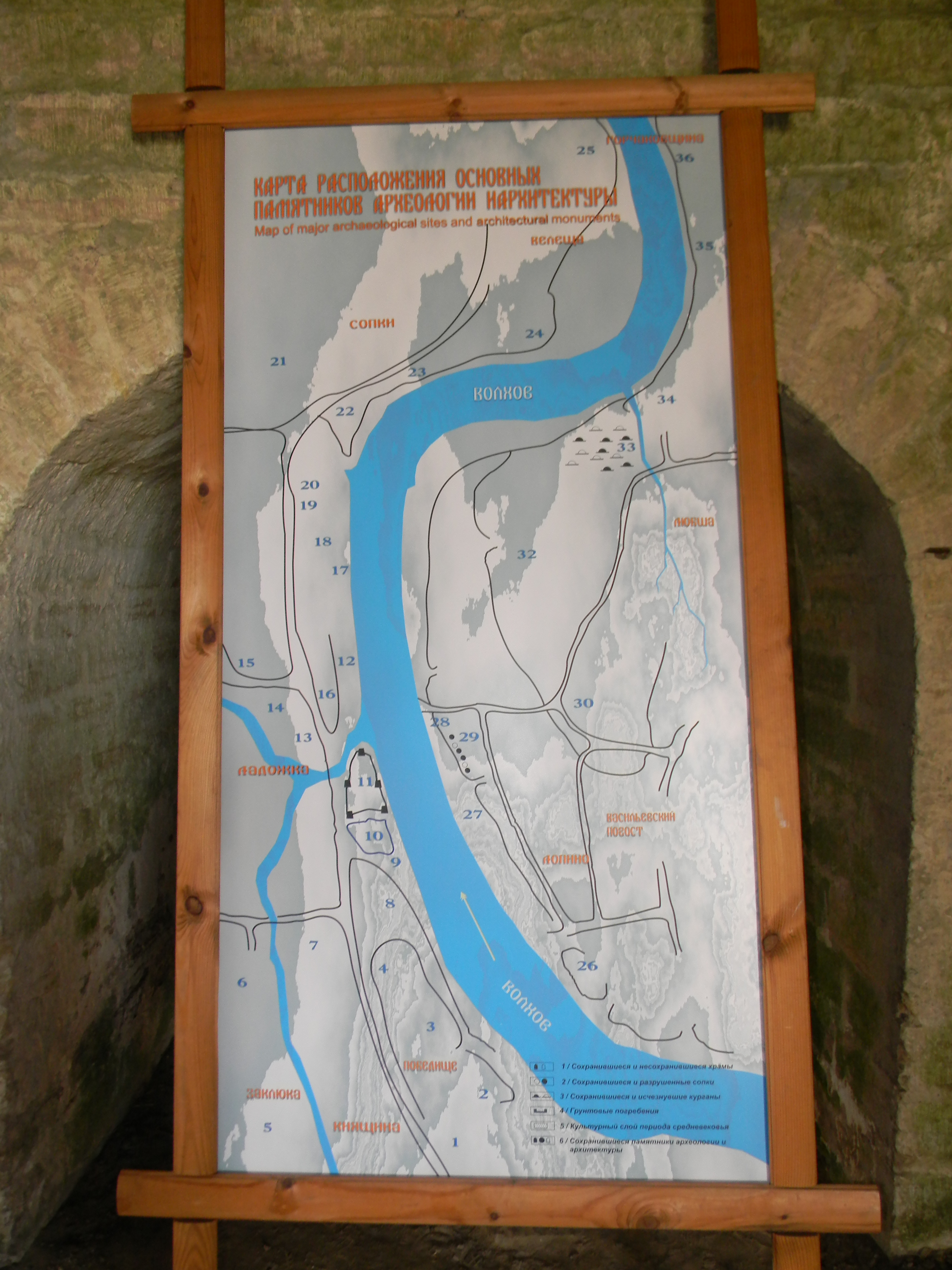
Карта расположения основных памятников археологии и архитектуры, Староладожский историко-архитектурный и археологический музей-заповедник

В первой половине 750-х годов в низовьях Волхова в 2-х км к югу от Любшанской крепости, основанной представителями оригинальной западнославянской культуры среднеевропейского происхождения, появилось скандинавское (по мнению Е. А. Рябинина — готландское) поселение. На Земляном городище три жилища каркасно-столбовой конструкции (т. н. «большие дома») с очагом в центре имеют аналогии в Северной Европе. Древнейшая дендродата — 753 год (I ярус).
В 760-х годах (II ярус) жизнь скандинавской колонии обрывается. Поселение занимают пришедшие из более южных районов Восточной Европы (Днепровского Левобережья или Поднестровья, Подунавья, верховьев Днепра, Западной Двины или Волги) представители раннеславянской культуры, аналогичной пражской, пеньковской или колочинской культурам. Отмечено отсутствие преемственности между первыми обитателями Ладоги и последующим населением, имевшим иные культурные традиции — поселение славян было застроено домами срубной конструкции. В Ладоге, как и в других местах на северо-западе Руси (Изборске, Камно, Рыуге, Пскове) в VIII—IX веках получили распространение литейные формочки из известняка в результате возрождения моды на подобные украшения, выработанные в пражской культуре ранних славян на рубеже VI—VII веков. Первое архаическое раннегородское поселение располагалось вокруг гавани, образованной несколькими речными рукавами Ладожки-Елены (ныне исчезнувшими) и с середины VIII века до середины IX века не имело укреплений. Характеристика материалов нижних ярусов Земляного городища показывает, что Ладога в первые десятилетия существования не была и не могла быть крупным специализированным торгово-ремесленным центром. Площадь Староладожского поселения в то время не превышала 2—4 га. Судя по данным, полученным при раскопках Земляного городища (I и II яруса), появление традиции изготовления украшений из оловяннистых сплавов связано со славянской колонизацией севера лесной зоны Восточной Европы в середине — третьей четверти VIII века. В слоях VIII века при раскопках обнаружен целый производственный комплекс. В этот период поселение уже торгует с местными племенами. В сгоревшем амбаре из слоёв VIII века найдены зёрна пшеницы: 80 % это пшеница двузернянка (полба), 20 % — мягкая пшеница. В Скандинавии полбу никогда не выращивали, к тому же староладожская полба резко отличается от европейской, но морфологически близка к поволжской полбе.
С 780-х годов в Ладоге по арабской низкотемпературной технологии варились бусы. «Глазки», то есть глазчатые бусы. За них варяги скупали пушнину, которую затем вывозили по Волжскому пути в Багдад и продавали за серебряные дирхемы. Наиболее старый клад дирхемов, найденный в Ладоге, датируется 786 годом, а отдельные монеты — чеканки 738—739 годов. Арабский путешественник X века утверждал, что за один стеклянный «глазок» можно было купить раба или рабыню. Во второй половине VIII — начале IX века численность населения Ладоги составляла от нескольких десятков до 100 человек. Население, сооружавшее в VIII—IX веках малые постройки с печью-каменкой на опечках П-образной формы в углу, было родственно носителям культуры смоленско-полоцких длинных курганов. Стеклодельная мастерская, которая действовала с 780-х до конца 830-х годов, связана с «малой» срубной избой с печью-каменкой в углу.
Судя по имеющимся данным о многообразии и размахе связей, Ладога стояла в одном ряду с такими торгово-ремесленными центрами Скандинавии и Балтики, как Хедебю и Рибе в Ютландии, Каупанг на юге Норвегии, Павикен на Готланде, Бирка в Швеции, Ральсвик на острове Рюген (Германия), Волин в Польше и другие на юге Балтики.
Как показывают археологические свидетельства, большинство ладожан занимались не торговлей, а земледелием и ремёслами.
Нижняя часть XI яруса отнесена в сводной хронологической таблице С. Л. Кузьмина к горизонту Е3/1 (около 810 — около 840). В Ладоге в горизонте 810—840 годов найдены округлые пластинчатые подвески со штампованным декором, параллели которых известны в могильнике культуры смоленских длинных курганов в Еленово, в Верхнем и Среднем Поднепровье, на Пастырском городище и в могильнике меровингского времени в Штраубинге (Бавария). Данное поселение просуществовало до конца 830-х годов и было захвачено варягами.
Из горизонта Е2 (около 840 — около 865) известна литейная форма двурогой подвески в виде пельты (840—855 года). Подобные украшения происходят из Великой Моравии и найдены также в Чернигове, на Княжей горе под Киевом, в Галиче, в Словакии и Болгарии. В горизонте Е2 (вторая четвертью IX века) обнаружено лунничное височное кольцо арефинского типа. В Старой Ладоге найдены формочка для отливки свинцово-оловянных украшений с негативами ранних трапеций с широким основанием из коллекции случайных находок (№ КП 7834/А-5989), розетки, круглая выпуклая бляшка, подвеска-дериват украшений круга выемчатых эмалей, бляшки-розетки со штрихами по краю. Из горизонта Е2 (№ Л-1843) известна формочка с изображениями трёхрогой лунницы с имитацией гроздей зерни на концах, найденная в строительном ярусе V (840-е —860-е годы).
Около 840 года поселение постигла катастрофа в результате вражеского вторжения, оно гибнет в пожаре. В период около 840 — около 865 годов, значительная часть поселения превращается в пустырь. Другая часть отстраивается в скандинавских традициях североевропейского халле. Норманнское население привносит свои традиции (молоточки Тора и др.). Стеклодельное производство не восстанавливается. В северной части раскопа В. И Равдоникаса появляется «большой» дом каркасно-столбовой конструкции с очагом на центральной оси, с которым связана находка палочки с руническим текстом. Также строятся два больших дома, сочетающие в своей конструкции и интерьере североевропейскую и восточноевропейскую традиции. С этими домами связаны «малые» срубные дома с печью-каменкой в углу. Для застройки V яруса характерны находки предметов мужской субкультуры: шашек, фрагментов обкладки игральной доски, культовых предметов, большого числа деревянных игрушечных мечей.
После зафиксированного на стыке ладожских горизонтов Е2-Е1 тотального пожара, произошедшего около 860 года, примерно на десятилетие, прерывается поступление серебра на остров Готланд и в Швецию. Ярусы VII—X отнесены С. Л. Кузьминым к горизонту Е1 (около 865—920-е годы). Между 863 и 871 годами (около 865 года) поселение подвергается полнейшему разгрому. Среди находок этого периода (865—890) присутствуют как вещи североевропейского круга древностей эпохи викингов, так и предметы круга древностей лесной зоны Восточной Европы. Можно уверенно констатировать, что в это время в Ладоге проживают разные этнокультурные коллективы, среди которых отчётливо выделяются скандинавы.
Примерно в 870-е годы в Старой Ладоге на месте впадения реки Ладожка в Волхов была построена, по предположению А. Н. Кирпичникова, первая деревянная крепость. В слоях последней четверти IX века были обнаружены остатки бронзолитейной мастерской. По данным дендрохронологии в 881 году строится так называемый «большой дом» (купеческая гостиница), данный дом (как и ряд других таких же домов) не является «большим домом» в североевропейском и скандинавском смысле, это просто усадьба крупнее всех остальных, являющаяся одной из первых подобных построек, типичных для всей древней Новгородской земли.
С начала 870 годов поступление серебра из Восточной Европы в Скандинавию было устойчивым и равномерным, при этом до конца X века нет сведений о нападениях скандинавов на Ладогу.
Плотность застройки Земляного городища на уровне VI-го яруса (около 865—890 годов) и VII-го (890—920 годы) яруса значительно ниже, чем в предыдущие десятилетия.
В слоях Земляного городища начала 870 — конца 890 годов найдены литые поясные бляшки, височные кольца, трапециевидные подвески, вырезанные из тонкого листа металла, что позволяет говорить о долговременном присутствии в Ладоге во второй половине I тысячелетия славян из лесной и лесостепной зон Восточной Европы. Около 894 года на участке распопа Е. А. Рябинина возводится крупногабаритное, возможно, двухэтажное сооружение. На смену «дому 894 года» приходит хоромный комплекс, находившийся под углом к рядовой застройке, группировавшейся в «гнёзда» из 3-4 «малых» жилищ и двух-трёх хозяйственных построек-клетей.
Концом IX — началом X века датируется культурный слой участка, который находится на западной окраине поселения, напротив Земляного городища.
На рубеже IX—X веков, когда Любшанская крепость уже не функционировала, в Ладоге вместо деревянных укреплений была возведена каменная крепость, подобная западноевропейским оборонительным сооружениям того времени. Стены крепости были построены без использования известкового строительного раствора. Вход в первоначальную крепость находился со стороны реки около Раскатной башни. В первой половине X века вдоль края мыса строится оборонительная стена из известняка с вертикальными деревянными опорами. Вход в крепость располагался со стороны реки и в XII веке. Суммарные размеры древнерусского поселения в X веке составляли не более 6—8 га.

### Призвание варягов
В некоторых списках «Повести временных лет» (в частности, в Ипатьевском XV века) именно Ладога, а не Новгород, названа местом, куда в 862 году был призван на княжение варяг Рюрик:

… и придоша къ словѣномъ первое · и срубиша городъ Ладогѫ и сѣде въ Ладозѣ старѣишии Рюрикъ …
Хотя в других вариантах рассказа говорится, что он сел княжить в Новгороде. Отсюда появилась версия о том, что Ладога была первой столицей Руси (точнее, местом княжения Рюрика с 862 по 864 год). Археологические исследования, проводимые в Старой Ладоге (руководитель — А. Н. Кирпичников), доказывают тесные контакты ильменских словен, финно-угорских племён и норманнов (урман) в этом районе в IX−X веках. Против этой версии возражает историк А. А. Селин, рассматривая тезис о первой или древней столице Руси в Старой Ладоге как «староладожский миф».

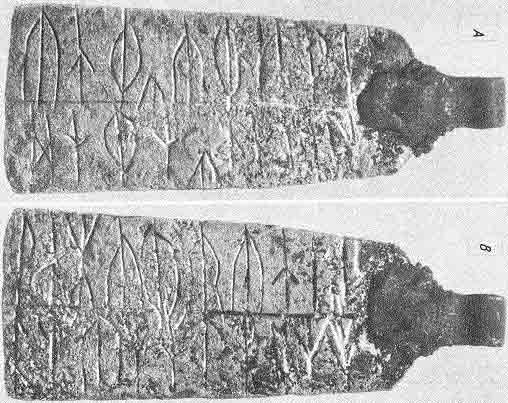
Скандинавская руническая надпись на амулете из Старой Ладоги, не позднее конца X века

На Варяжской улице в слоях первой четверти X века были найдены фрагменты керамики с росписью люстром, относящиеся к самому раннему (месопотамскому (самаррскому)) этапу производства этой ближневосточной посуды.
В слоях X века был обнаружен берестяной свиток с изображением ладьи.
Гончарная посуда в Ладоге появляется во второй четверти X века. В 920-х годах быстро застраивается вся площадка Земляного городища (VIII ярус), уплотняется застройка на Варяжской улице, появляется и стремительно распространяется керамика, изготовленная на гончарном круге. Решающий этап формирования древнерусской культуры в Ладоге нашёл свой отражение в материалах VIII—XI ярусов (горизонт Д) Земляного городища и в синхронных слоях Варяжской улицы (920—990 годы). Около 950 года в Ладоге произошёл пожар, уничтоживший застройку VIII яруса. Он охватил как участок Земляного городища, так и часть Варяжской улицы. Возможно, пожар связан с походом княгини Ольги. Кардинальных перемен в застройке после пожара не наблюдается.
По Новгородской летописи в Ладоге находится могила Вещего Олега (по киевской версии, его могила находится в Киеве на горе Щекавице).
В 997 году на Ладогу напал Эйрик, будущий норвежский правитель. Первая ладожская каменная крепость, просуществовавшая более 100 лет, была разрушена.
Ладога была важным пунктом на так называемом пути «из варяг в греки».
В сагах есть упоминание, что когда дочь шведского короля Олафа Шётконунга, принцесса Ингигерда в 1019 году выходила замуж за новгородского князя Ярослава Мудрого, то в приданое (вено) получила город Альдейгьюборг (Старая Ладога) с прилегающими землями, которые получили с тех пор название Ингерманландии (земли Ингигерды), а ярлом (посадником) Ладоги был назначен Рёгнвальд Ульвссон — ярл Вестергётланда (родственник Ингигерды по материнской линии) (Сага об Эймунде). Ульв (Улеб) и Эйлив — сыновья Рёгнвальда. По скандинавским источникам, Эйлив стал ярлом в Ладоге после смерти отца, а Улеб упомянут в летописи под 1032 годом как новгородский воевода.

### Погребения
Ранние захоронения IX—X веков в урочище Плакун, расположенном на противоположном берегу Волхова, напротив Ладожского поселения, состоят только из кремаций. В Ладоге единственная коллекция скелетов раннего средневековья, доступная для морфологических и генетических исследований, была раскопана в 1938—1939 годах В. И. Равдоникасом и Г. П. Гроздиловым на Земляном городище. Все захоронения на кладбище были совершены в могилах без курганов в соответствии с христианской традицией. Скелеты лежали на спине с головой на запад. Согласно стратиграфии, Равдоникас предложил два периода функционирования кладбища — XI—XII и XVII—XVIII века. Несколько захоронений с нижнего горизонта датированы радиоуглеродным методом 880—1188 годами. Согласно анализу на содержание стронция, захоронения отличаются от местной фауны. Коллекция скелетов из ранних могил Старой Ладоги, хранящихся в Музее антропологии и этнографии имени Петра I (Кунсткамера), насчитывает 65 человек. Краниометрические исследования показывают, что черепа людей из южной части кладбища морфологически близки к серии эпохи викингов из Скандинавии, в то время как северная часть кладбища, возможно, принадлежит к смешанному славянскому, финскому и скандинавскому населению. По краниометрическим признакам антропологами выявлено морфологическое сходство ладожан с материалом из 5 могильников ливов, расположенных в бассейнах рек Гауя и Даугава и из могильника Сиксали на юго-востоке Эстонии. Предполагавшееся сходство погребённых на Земляном городище и в курганах Шестовиц не подтверждается по данным t-критерия Стьюдента. Этническую принадлежность средневековых групп населения методами антропологии определить нельзя. Краниологическая серия XI—XII веков, включающая 47 черепов, получила название «Старая Ладога». Она была изучена В. В. Седовым 1950-е годы. Т. И. Алексеева (1969, 1973) нашла у этой группы аналогии в сериях железного века из скандинавских стран, что отличает её от всех восточнославянских серий. У жителей Старой Ладоги X—XII веков палеогенетиками определены Y-хромосомные гаплогруппы I (n=1), I1 (n=4), I1a1 (n=1), I1a1b1 (n=2), I2a1>P37>CTS595>A8462 (n=1), T1a1a-L208/Page2>T-Y138678 (n=1, образец VK17, покрытие 0,522×, мито: U5a2a1b*), R1a1a1b1a3a-Z284>R1a-YP1370>R1a-Y69949 (n=1, образец VK18, покрытие 0,773×, мито: H1b1), R1a-М458>CTS11962 (n=1, образец VK408, мито H74), R1b1a1b1a1a2c-P312>S461>L21>Z2186>BY2848 (n=1, образец VK218, покрытие 0,582×, мито H5) и митохондриальные гаплогруппы H1b1, H5, H5a1, H6c, H74, J1c, J1c1a, J1b1a1, J2b1a, K1d, T2b, T2b6a, U4a1a, U5a2a1b, X2b4. Анализ значений изотопов стронция в зубной эмали показал, что по меньшей мере пятеро погребённых были не местными. Похожий изотопный состав зафиксирован в районе озера Меларен на восточном побережье Швеции.

### Староладожская крепость

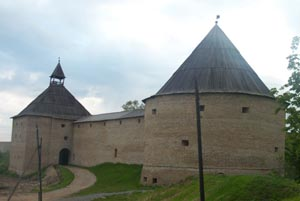
Староладожская крепость.
Воссозданные Воротная и Климентовская башни и прясло стены между ними (архитекторы А. А. Драги, Г. Г. Носков, А. Э. Экк, 1960—1976)

В 1116 году ладожский посадник Павел заложил каменную крепость:

В лѣто 6624
[…]
Того же лѣта Павелъ, посадникъ ладоскыи, заложи Ладогу город каменъ
Староладожская крепость, ставшая «сердцем» сегодняшней Старой Ладоги, стоит на месте впадения реки Елена (Ладожки) в Волхов. Она была стратегически важным местом, потому что это была единственная возможная гавань, где могли остановиться морские суда, не способные плавать по порогам Волхова.
В 1142 году «князь свейский и бискуп пришед в 60 шнеках» — шведы нападают на Ладогу. В 1164 году имело место новое нападение шведов на Ладогу. После неудачной осады, продлившейся несколько дней, шведы отступили и были наголову разбиты новгородцами в битве на реке Воронежке.
В результате изменения системы городского землепользования, проведения планировочных работ и строительства в 1153 году каменного собора Св. Климента, в XI—XII веках в Ладоге значительно снизилась частота пожаров и произошло сокращение площади рудеральных местообитаний (сорных растений).

### С XIII века
В 1228 году финское племя емь нападало на Ладогу, но было разбито новгородцами, ижорцами и корелами.
В 1283 году шведы осаждают Ладогу, истребляют новгородских купцов, которые направляются в Обонежье.
В 1499 году Ладога, согласно писцовой книге Водской пятины, состояла из крепости и посада, который подобно Новгороду делился на концы: Никольский, Богородицкий, Семёновский, Климятский и Спасский.
В 1568 году согласно писцовой книге Водской пятины 1568/1569 годов, фиксируется три конца: Богородицкий, Воскресенский и Никольский (Писцовая книга. Появляются отдельные слободы: Ямская, Стрелецкая, Пушкарская,
Казачья, Подмонастырская и Никольская. Общая городская площадь могла достигать 16—18 га.
После завершения русско-шведской войны 1590—1595 годов, по Тявзинскому миру Ладога была признана принадлежащей России.
В 1610 году Ладога была захвачена находившимися на шведской службе французскими наёмниками Пьера Делавилля, но через год освобождена воеводой И. М. Салтыковым. По Столбовскому миру, завершившему русско-шведскую войну 1613—1617 годов, Шведская империя отказалась от притязаний на Ладогу.

### Новое и Новейшее время
В 1704 году Пётр I основал в устье Волхова Новую Ладогу и переименовал Ладогу в «Старую Ладогу», лишив её статуса города и права иметь собственный герб, а многим ладожанам повелел переехать на жительство в Новую Ладогу. До этого события Ладога была центром Ладожского уезда Водской пятины Земли Новгородской.
В 1718 году в Староладожский Успенский монастырь переведена из Суздаля первая жена Петра I — Евдокия Лопухина.
В 1719 году Старая Ладога вошла в состав Новгородской провинции (была образована в составе Санкт-Петербургской губернии).
В 1727 году Ладожский уезд Новгородской провинции был включён в состав новой Новгородской губернии.
В 1770 году Староладожский уезд был упразднён.

Старая Ладога — слобода принадлежит Новоладожским купцам и мещанам, число жителей по ревизии: 54 м. п., 62 ж. п.

В ней церкви каменные: а) Во имя Святого Великомученика Георгия. б) Девичий монастырь во имя Успения Пресвятой Богородицы. в) Упразднённая церковь во имя Святого Предтечи Иоанна. г) Монастырь во имя Святого Николая Чудотворца. (1838 год)

Старая Ладога — селение Новоладожских мещан, по просёлочной дороге, число дворов — 30, число душ — 57 м. п. (1856 год)

Старая Ладога — село мещанское, при реках Волхове и Ладожке, 43 двора, жителей 103 м. п., 264 ж. п.;

Церквей православных 4. Монастырей 2. Развалины крепости называемой Рюриковою. (1862 год)

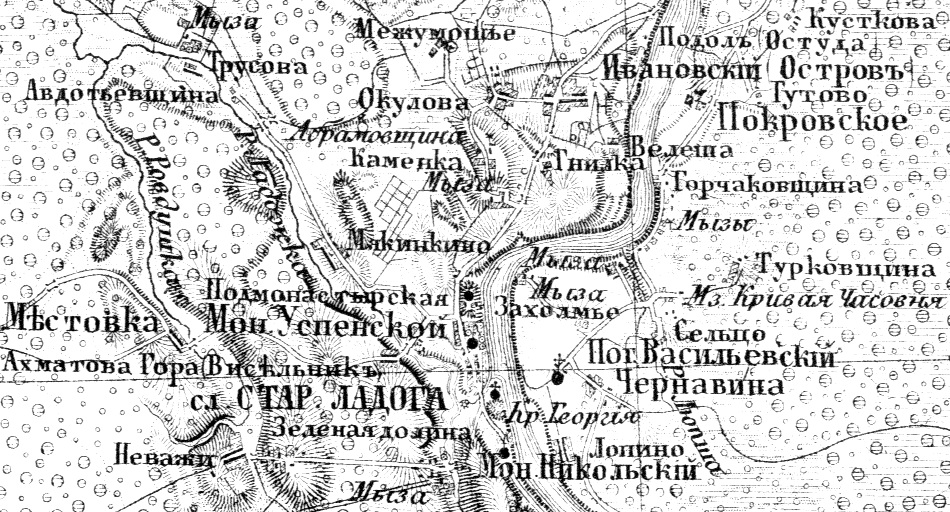
Село Старая Ладога с окружающими деревнями на карте Ф. Ф. Шуберта 1872 года

Согласно епархиальным сведениям 1899 года в селе действовали три православные церкви: «Рождества Иоанна Предтечи при упразднённом Иоанновском монастыре без прихода; Георгиевская при упразднённом Георгиевском монастыре (Дмитриевская), в приходе которой находились деревни Местовка, Неважа, Княщина; Алексеевская при Успенском женском монастыре (Успения Пресвятой Богородицы), в приходе которой находились деревни Подмонастырская слобода, Ахматова Гора, Мякинкино, Киндерево, Лыткино, Зелёная Долина, Гнилка, Ивановский Остров, Подол, Каменка, Окулово, Велеша, Трусово, Межумошье, Замошье, Хмелевик Верхний, Овдокала».
В конце XIX века село административно относилось к Михайловской волости 1-го стана Новоладожского уезда Санкт-Петербургской губернии, в начале XX века — 2-го стана.
С 1917 по 1919 год село Старая Ладога входило в состав Староладожского сельсовета Михайловской волости Новоладожского уезда.
С апреля 1919 года — в состав Октябрьской волости Волховского уезда. С ноября 1919 года село Старая Ладога учитывалось областными административными данными как посёлок Старая Ладога.
Согласно данным переписи населения СССР 1926 года в посёлке Старая Ладога Староладожского сельсовета Октябрьской волости Волховского уезда проживали 717 человек — большинство русские, а также поляки, латыши, эстонцы и ингерманландцы.
С 1927 года — в Волховском районе.
По данным 1933 года деревня Старая Ладога являлась административным центром Староладожского сельсовета Волховского района, в который входили 17 населённых пунктов, деревни: Ахматова Гора, Валеши, Зелёная Долина, Ивановка, Каменка, Киндерево, Княщина, Лыткино, Местовка, Макинкина, Межумошье, Неважи, Окулово, Подол, Подмонастырская Слобода, Старая Ладога, Трусово, общей численностью населения 2312 человек.
По данным 1936 года в состав Староладожского сельсовета с центром в посёлке Старая Ладога входили 15 населённых пунктов, 410 хозяйств и 13 колхозов.
В 1961 году население Старой Ладоги составляло 1059 человек.
По административным данным 1973 года в селе располагалась центральная усадьба совхоза «Волховский».
По данным 1990 года в селе проживали 2155 человек, село являлось административным центром Староладожского сельсовета, куда входили 27 населённых пунктов, общей численностью населения 3891 человек.
В 1997 году в селе проживали 2457 человек, в 2002 году — 2182 человека (русские — 95 %).
В 2003 году проводилось празднование 1250-летия Старой Ладоги как древней столицы Северной Руси. Президент Владимир Путин подписал указ о праздновании юбилея.

## Исследования
В 1708 году здесь состоялись первые в России археологические раскопки Вильгельма Толле, который раскопал несколько языческих могил и курганов. В 1820 году археолог Адам Чарноцкий занимался раскопками кургана, прозванного «могилой Олега Вещего». Наиболее значимый вклад в 1880-х годах внёс археолог и историк Н. Е. Бранденбург и В. В. Суслов, которые раскопали ряд ладожских сопок и разрушенных храмов. Дальнейшими систематическими раскопками на Старой Ладоге в 1909—1913 годах в районе Земляного городища занимался Н. И. Репников.

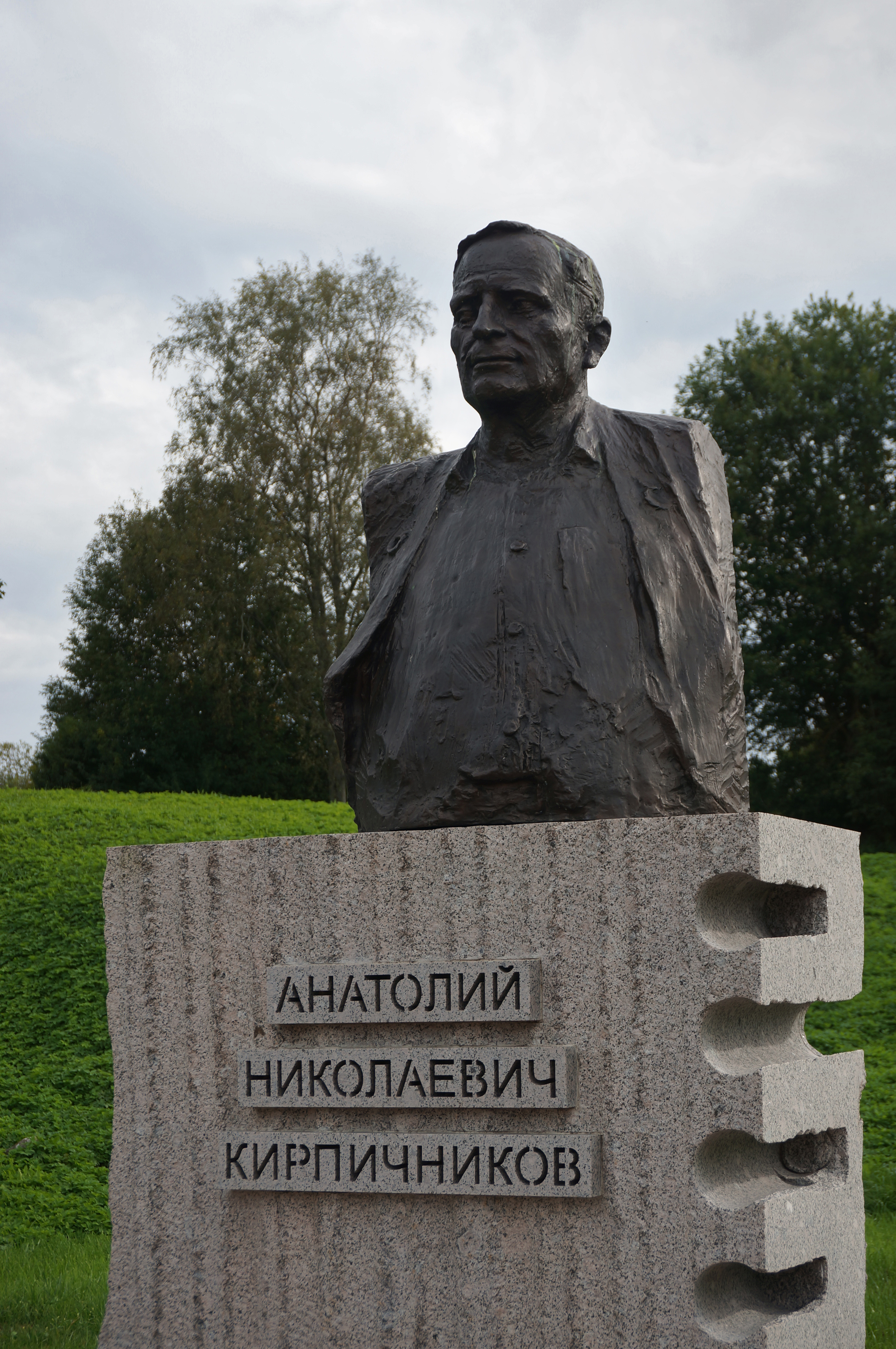
Памятник археологу А. Н. Кирпичникову в Старой Ладоге, установленный в 2022 году

В советский период раскопки возобновились в 1938 году — экспедицией ИИМК АН СССР под руководством В. И. Равдоникаса. Археологические исследования с его участием продолжались до 1959 года. С 1972 года в Старой Ладоге начала работу экспедиция ЛОИА АН СССР под руководством А. Н. Кирпичникова. В 1998 году на Земляном городище Ладоги была обнаружена византийская свинцовая вислая печать Леонтия, митрополита Лаодикеи. Кроме этого, найдены скандинавские украшения VIII века и арабские дирхамы X века.
В 2015 году экспедиция Института истории материальной культуры (ИИМК) РАН под управлением Владимира Анатольевича Лапшина обнаружила на территории Староладожской крепости клад из 116 серебряных монет времён правления Бориса Годунова.

## Символическое значение
Рюрик был выбран в качестве нового символического основателя российской государственности, что связано с архаизирующим трендом, имеющим место в массовом популярном историческом жанре. Архаизирующая историография связана со взятой некоторыми представителями академической среды линией на идею укрепления власти и представления об автохтонности. Воспринимаются понятные идеи «возникновения российской государственности» без детальных историографических экскурсов; варяжская легенда проста и понятна.
Наиболее важным таким «местом памяти» является Старая Ладога, где Рюрик присутствует, как в публичной сфере, так и в академических работах. В 1970-х и 1980-х годах эти представления были мейнстримом для ленинградского археологического фольклора. В 1997 году связанный с Рюриком и варяжской легендой «староладожский миф» был закреплён статьёй Г. С. Лебедева и затем воспроизводился в работах А. Н. Кирпичникова (2002) и Д. А. Мачинского (2003). Таким образом в поздне- и постсоветской историографии сформировалась идея возрождения Рюрика как «основателя Руси», которая «пошла из Ладоги». В 2002—2003 годах к этой теме было привлечено внимание власти; летом 2003 года проведено официальное празднование «1250-летия Старой Ладоги — древней столицы Руси». Стали возникать новые мемориальные объекты, посвящённые древности Ладоги в контексте «возникновения Руси». Академическая и публичная активность имела следствием также переход соответствующих текстов академических авторов, посредством экскурсионного обслуживания, в среду публичной истории, в местный школьный нарратив.

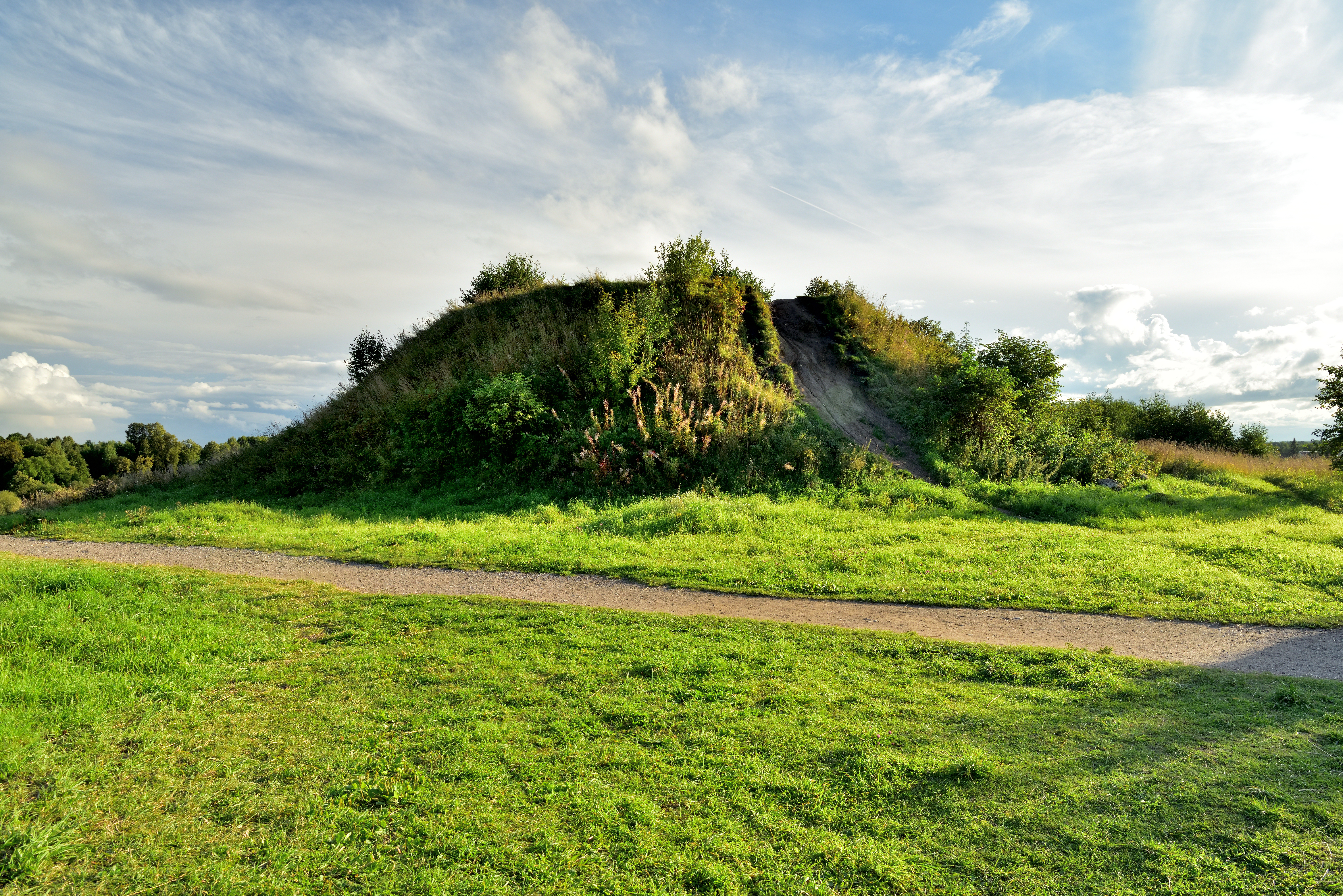
«Олегова могила»

С 2007 года идея нового памятника Олегу и Рюрику много раз инициировалась А. Н. Кирпичниковым, руководителем Староладожской археологической экспедиции. В феврале 2012 года в выставочном зале «Смольный» была открыта выставка, на которой представлено 38 проектов памятника, для публики. Конкурс выиграл проект скульптора Олега Шорова. Олег здесь воин, с мечом и щитом, но Рюрик изображён гражданским. Памятник был установлен в 2015 году в присутствии министра культуры Российской Федерации. Появление парного Рюрику Олега связано с наличием здесь «места памяти» — «Олеговой могилы» — современное название большого кургана, датируемого примерно концом IX—X веками. Олег-воин, который присоединил юг, сопоставлен с Рюриком, представленным как гражданский, миролюбивый основатель, избранный «первых русских выборах», как утверждают современные медиа. Памятник поставлен на Варяжской улице. Нарратив, созданный в музейном сообществе, часто называет её «улицей X века» или «древнейшей улицей на Руси». Однако воспоминания об археологических раскопках неподалеку, которые действительно выявили застройку эпохи викингов, не позволяют рассматривать эту часть Старой Ладоги как наиболее древнюю.

## Символика
Герб Староладожского сельского поселения утвержден Решением Совета депутатов муниципального образования «Староладожское сельское поселение Волховского муниципального района Ленинградской области» № 14 от 20 ноября 2007 года.
Из обоснования символики герба:

Символ сокола олицетворяет на гербе славную историю Старой Ладоги, и с одной стороны, напоминает найденную при раскопках в Старой Ладоге бронзовую бляху с изображением птицы (См., например: А. Н. Кирпичников, В. Д. Сарабьянов. «Старая Ладога. Древняя столица Руси». СПб. Славия. 2003. С. 135, 143), c другой стороны, напоминает трезубец — знак Рюриковичей.
До 2007 года село Старая Ладога не имело герба, однако из Знамённого гербовника Б. Х. Миниха (1730-е гг) известно описание герба ладожских полков: «шлюза, ворота золотые, стены красные, поле лазоревое».

## Культура и искусство

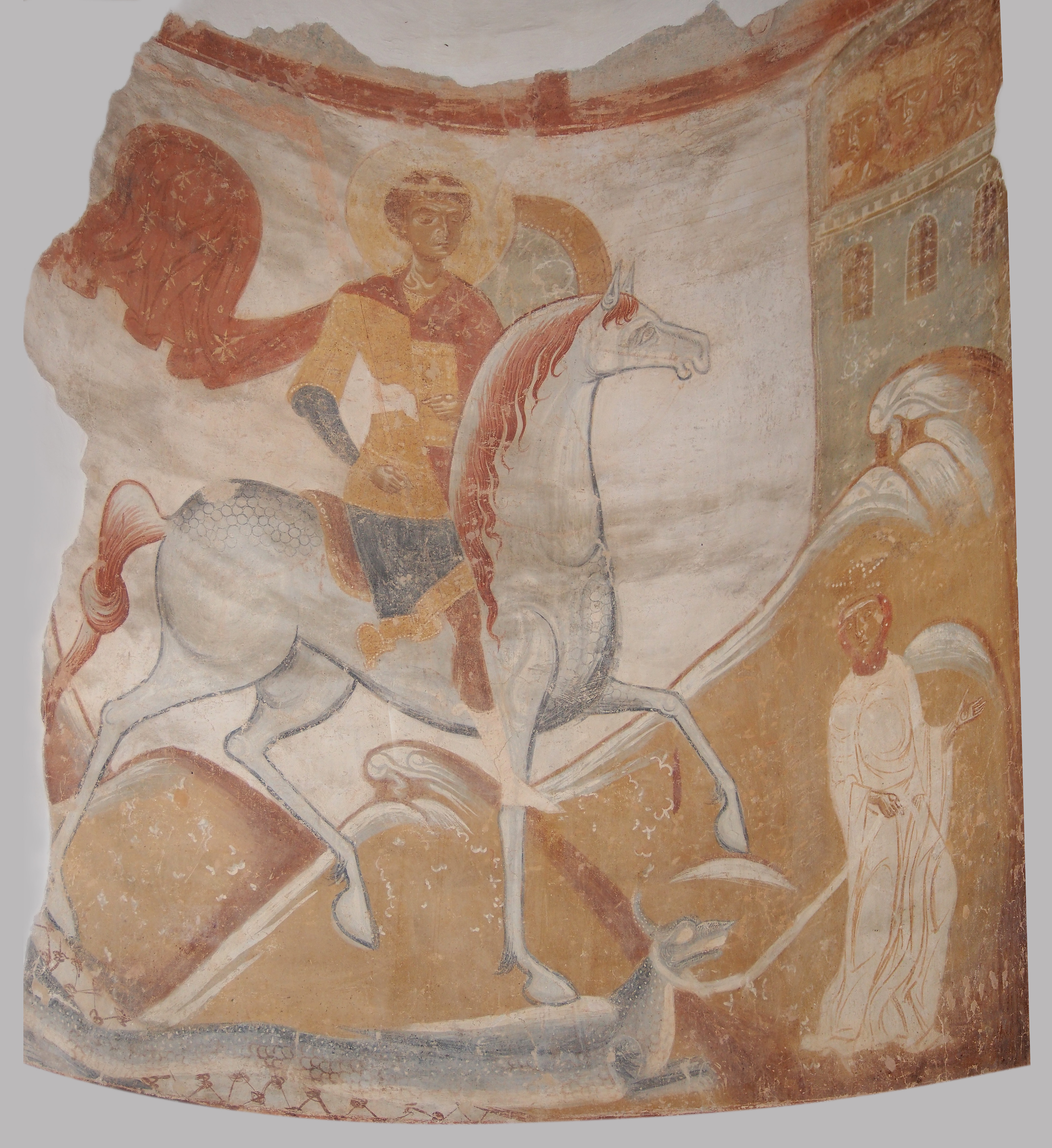
Фреска в церкви Георгия Победоносца в Старой Ладоге

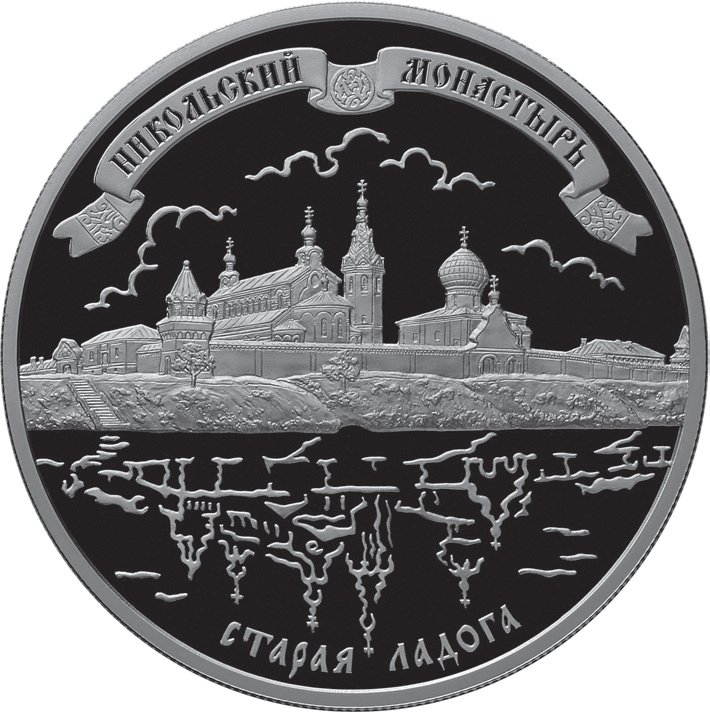
Памятная монета Банка России (2009)

Первым изображением Старой Ладоги была гравюра Адама Олеария, посетившего город в 1634 году, в качестве секретаря посольства Фридриха III к царю Михаилу Фёдоровичу. Русских художников XIX—XX веков Старая Ладога привлекала своими романтическими видами берегов древнего Волхова, церквями, монастырями и величественными курганами. Недалеко от села находилась усадьба «Успенское» Алексея Томилова, бывшая в XIX веке местным очагом культуры. Здесь бывали художники И. К. Айвазовский, О. А. Кипренский, А. О. Орловский, А. Г. Венецианов, И. А. Иванов и другие. В 1844 году в деревне Лопино, расположенной напротив крепости на другом берегу Волхова, в крестьянской семье родился В. М. Максимов, будущий академик живописи и художник-передвижник, писавший картины из жизни и быта крестьян. Здесь же в 1911 году он был похоронен.
Летом 1899 года в Старой Ладоге писал этюды с натуры Николай Рерих. «Взбираемся на бугор, — писал Рерих о своих впечатлениях, — и перед нами один из лучших русских пейзажей». Здесь бывали В. А. Серов, К. А. Коровин, Б. М. Кустодиев. В 1924—1926 годах в Старой Ладоге неоднократно бывал А. Н. Самохвалов, участвовавший в подготовительных работах по реставрации Георгиевского собора. По признанию художника, этот опыт многому его научил, помог понять, как композиционное слияние образов монументальной живописи и архитектурных форм «создавало пафос полифонического звучания всего комплекса воздействующих элементов». Результатом этих поездок стали также пейзаж «Старая Ладога» (1924) и картина «Семья рыбака» (1926, ГРМ).
В феврале 1945 года решением Леноблисполкома на баланс Художественного фонда для организации творческой базы ленинградских художников был передан Дом отдыха в Старой Ладоге (бывшее имение Шаховских, по имени последнего владельца князя Николая Ивановича Шаховского (1851—1937), тайного советника, члена Государственного банка России и его сына, Всеволода Николаевича (1874—1954), действительного статского советника, последнего министра торговли и промышленности (1915—1917) царской России, эмигрировавших во Францию в 1919 году). В 1946 году начались работы по ремонту и строительству, которые растянулись на 15 лет.
Уже с середины 1940-х в Старую Ладогу стали приезжать ленинградские художники. Для С. И. Осипова, Г. А. Савинова, Н. Е. Тимкова, А. Н. Семёнова и других мастеров эти места на многие годы стали источником вдохновения. Мысль о наследовании ценностей труда и культуры отчётливо прозвучит в их творчестве, для которого «национальное прошлое не разлучено с современностью, а входит в неё важной составной частью».
В начале 1960-х годов после завершения ремонта зданий старинной усадьбы в деревне Чернавино Дом творчества художников «Старая Ладога» начал работать постоянно, став на тридцать лет важным центром художественной жизни. Здесь работали художники Е. Е. Моисеенко, А. Н. Самохвалов, В. Ф. Загонек, Н. Н. Баскаков, В. И. Овчинников, В. В. Ватенин, И. И. Годлевский, В. П. Кранц, Б. В. Корнеев, М. А. Козловская, Л. С. Язгур, Д. В. Беляев, В. А. Баженов, Д. П. Бучкин, Е. П. Жукова, С. Е. Захаров, А. М. Семёнов, Т. К. Афонина, З. Н. Бызова, В. И. Борисов, И. М. Добрякова, Н. Н. Брандт, Б. С. Угаров, П. Т. Фомин, В. И. Рейхет, Л. И. Вайшля, В. И. Викулов, В. С. Саксон, Д. И. Маевский и многие другие ленинградские живописцы и графики, а также художники из других регионов России. В 1970—1980 годы Дом творчества художников «Старая Ладога» расширялся, были построены новые корпуса, что позволило круглогодично использовать творческую базу в Старой Ладоге. Расходы на проживание, питание, поездки художников оплачивал Художественный фонд. Произведения, написанные в Старой Ладоге или по собранным здесь материалам, экспонировались на крупнейших художественных выставках 1960—1980-х годов, пополняли собрания музеев. В том числе стали основой обширного фонда живописи, графики и скульптуры музея заповедника «Старая Ладога».
В начале 1990-х годов, после ликвидации Художественного фонда и из-за отсутствия средств на содержание Дом творчества художников «Старая Ладога» сначала перестал принимать художников, а затем прекратил своё существование.

## География
Село расположено в северной части района на автодороге 41А-006 (Зуево — Новая Ладога) в месте примыкания к ней автодорог 41К-194 (Старая Ладога — Кисельня) и 41К-196 (Старая Ладога — Трусово).
Расстояние до административного центра района, города Волхов — 12 км.
Село вытянуто вдоль левого берега реки Волхов на 5 км, включая сопочные могильники.

## Население
| 1862 | 2007  | 2010  | 2017  |
| ---- | ----- | ----- | ----- |
| 367  | ↗2183 | ↘2012 | ↘1954 |

Динамика численности населения с 1920 по 2021 год:

### Национальный состав
Согласно данным Всероссийской переписи населения 2021 года в селе проживали 1862 человека, из них:
 русские — 1750, украинцы — 21, белорусы — 12, таджики — 7, армяне — 5, мордва — 4, финны — 3, вепсы — 2, коми — 2, немцы — 2, гагаузы — 1, греки — 1, грузины — 1, казахи — 1, карелы — 1, молдаване — 1, татары — 1, удмурты — 1, узбеки — 1, чуваши — 1, другие национальности — 19 человек, остальные национальность не указали.

## Достопримечательности

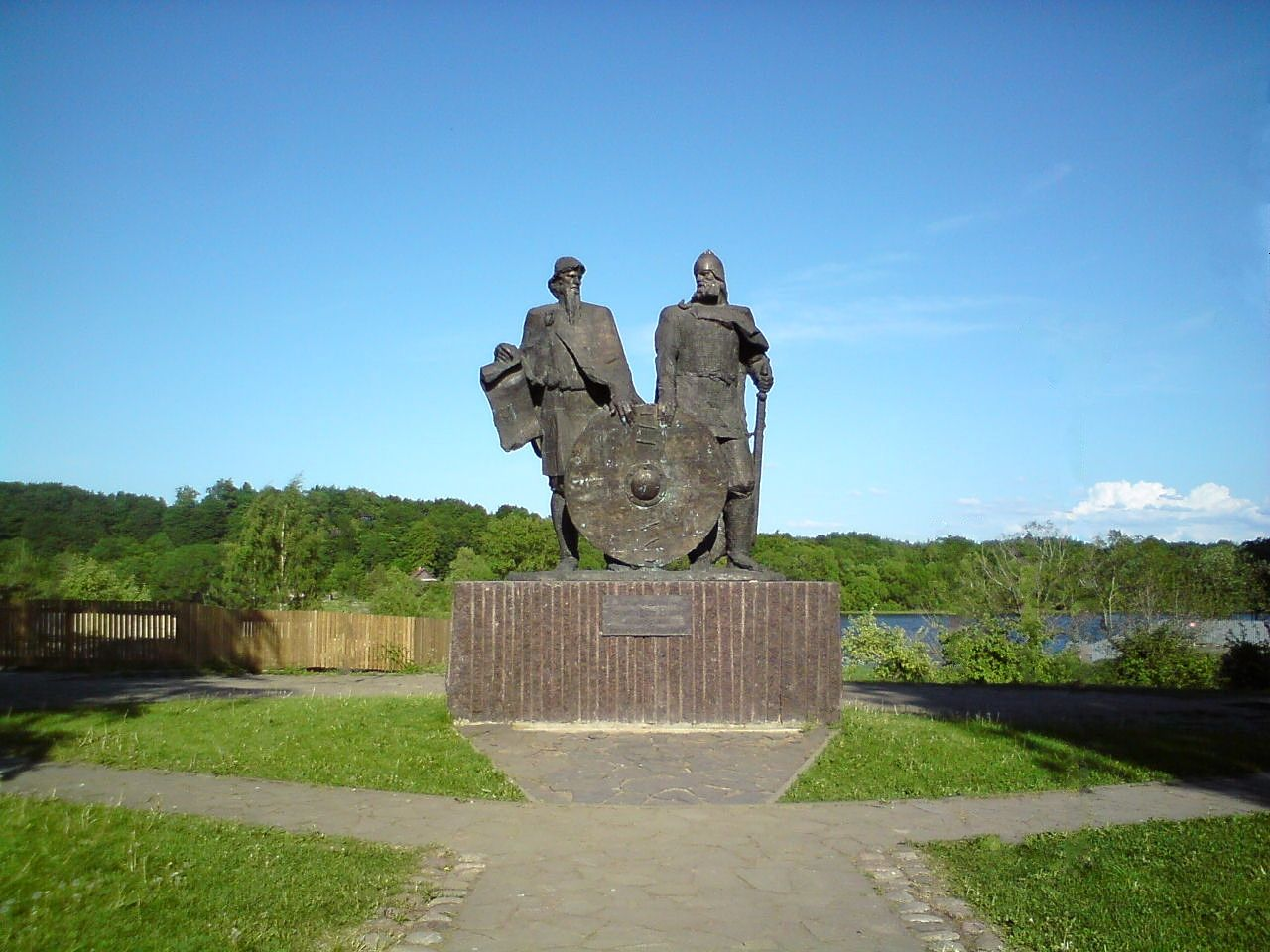
Памятник Олегу и Рюрику

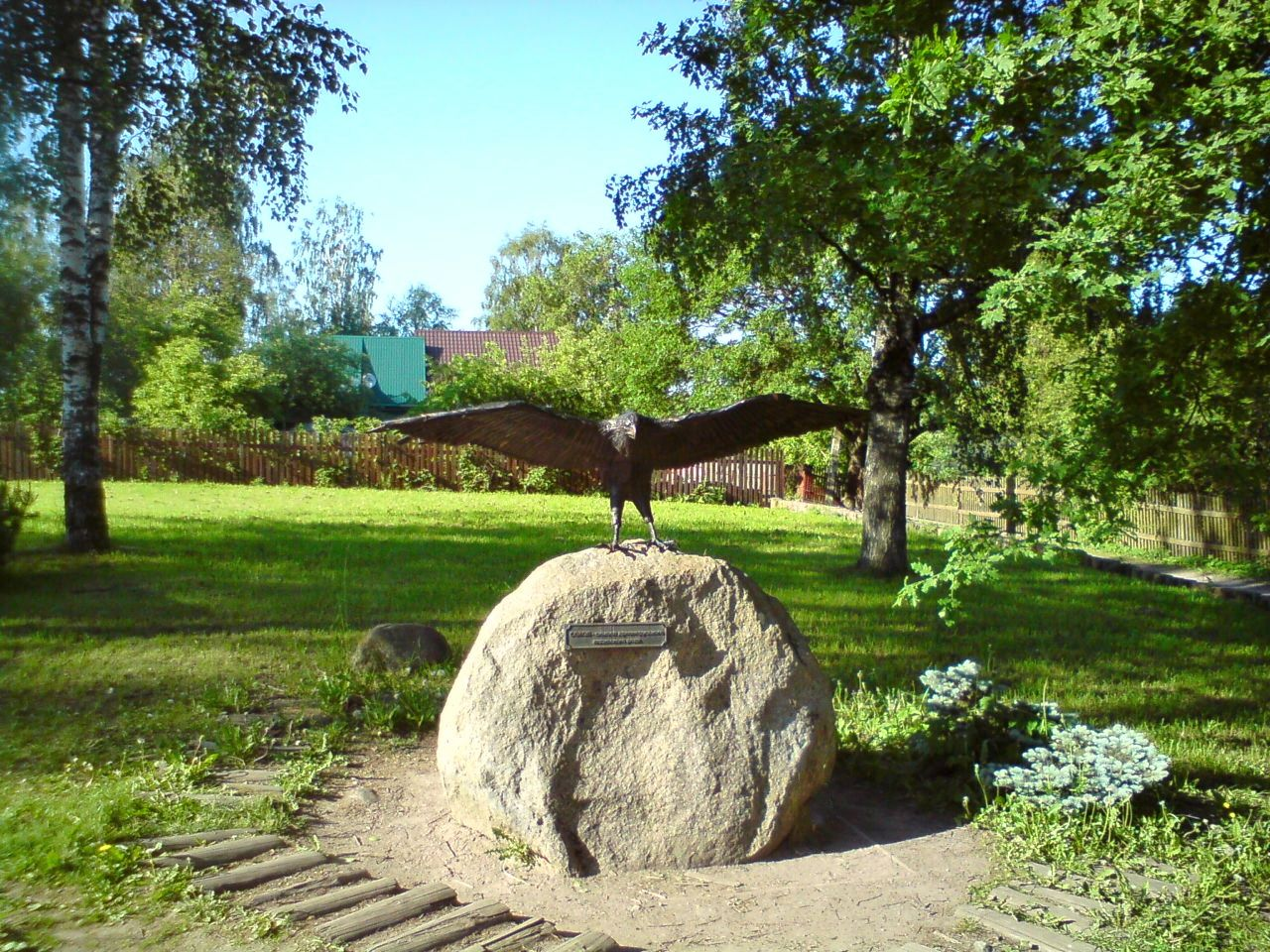
Памятник соколу на Волховском проспекте

- Староладожский историко-архитектурный и археологический музей-заповедник, в состав которого входит Староладожская крепость.
- Георгиевская церковь (ок. 1165)
- Староладожский Никольский монастырь
- Церковь Рождества Иоанна Предтечи
- Староладожский Успенский монастырь
  - Успенский собор (1160-е)
  - Святой колодец вмч. Варвары[105]
- Курганы:
  - Олегова могила, урочище Победище и урочище Плакун.
- Искусственные пещеры для добычи кварцевого песка (Староладожская и Танечкина пещеры)
- В 2015 году в сквере на Варяжской улице был открыт памятник князьям Рюрику и Олегу (скульптор О. Шоров).

## Транспорт
От Волхова до Старой Ладоги можно доехать на автобусах № 23 и 23А.

## СМИ
Радио
- 88,2 FM — Радио Ваня
- 88,6 FM — Ретро FM
- 101,6 FM — Радио Рекорд
- 102,2 FM — Дорожное радио
- 103,8 FM — Авторадио
- 104,6 FM — Питер FM
- 105,7 FM — Русское радио
- 107,2 FM — Европа Плюс

## Улицы
Варяжская, Волховский переулок, Волховский проспект, Гаражная, Еленинский переулок, Княщинский переулок, Культуры, Мебельный переулок, Морозовская, Музейный переулок, Набережная, Никольская, Никольский переулок, Новая, Поземская, Советская, Успенский переулок.

### Комментарии
1. ↑  В VIII—XI веках Багдад, столица Аббасидского халифата, был крупнейшим городом послеримского мира с населением около 100 тыс.

### Сноски
1. ↑  СТАРАЯ ЛАДОГА • Большая российская энциклопедия - электронная версия. old.bigenc.ru. Дата обращения: 16 июня 2025.
2. 1 2  Административно-территориальное деление Ленинградской области 2017 г. Дата обращения: 29 апреля 2019.
3. 1 2 3 4  Городецкая, Левашов, 2003, с. 273.
4. ↑  Юбилейный год для Старой Ладоги // Волховские они (газета Волховского района). — 16 ноября 2023
5. ↑  «Повесть временных лет» по Ипатьевскому списку Архивная копия от 6 августа 2011 на Wayback Machine
6. ↑  Кирпичников А. Н. К вопросу о первой столице Руси // Український історичний журнал. — № 3. — 2008. — С. 10—13.
7. ↑  Комментарии к Повести временных лет (подготовили А. Г. Бобров, С. Л. Николаев, А. Ю. Чернов, А. М. Введенский, Л. В. Войтович) С. 213 в книге Повесть временных лет, Перевод с древнерусского Д. С. Лихачёва, О. В. Творогова. Комментарии А. Г. Боброва, С. Л. Николаева, А. Ю. Чернова при участии А. М. Введенского и Л. В. Войтовича. Статьи А. Г. Боброва, С. В. Белецкого, С. Л. Николаева. Иллюстрации М. М. Мечева; СПб., Вита Нова. 2012.  Архивная копия от 16 сентября 2017 на Wayback Machine
8. ↑  Helimski E. Ladoga and Perm revisited Архивная копия от 22 июля 2015 на Wayback Machine // Studia Etymologica Cracoviensia 13 (2008) P. 75-88.
9. ↑  Джаксон Т. Н. Альдейгья. Археология и топонимика Архивная копия от 11 ноября 2007 на Wayback Machine // Памятники средневековой культуры: Открытия и версии. — СПб., 1994. — С. 77—79.
10. ↑  Рябинин Е. А. Скандинавский производственный комплекс VIII века из Старой Ладоги Архивная копия от 19 июля 2021 на Wayback Machine // Скандинавский сборник. — 1980. — № 25. — С. 161—178.
11. ↑  В древнейшем городе Руси нашли поселение XXX века до нашей эры. Дата обращения: 27 июля 2016. Архивировано 20 августа 2016 года.
12. ↑  Шитов М. В., Бискэ Ю. С., Носов Е. Н., Плешивцева Э. С. Природная среда и человек нижнего Поволховья на финальной стадии ладожской трансгрессии Архивная копия от 29 января 2021 на Wayback Machine // Вестник Санкт-Петербургского университета. Сер. 7. Вып. 3. 2004
13. 1 2  Кирпичников А. Н., Курбатов А. В. Новые данные о происхождении Ладожского поселения и о появлении славян в Поволховье Архивная копия от 9 мая 2019 на Wayback Machine // Stratum plus, № 5. 2014
14. ↑  Старая Ладога оказалась древнее, чем предполагали. Дата обращения: 15 августа 2013. Архивировано 15 августа 2013 года.
15. ↑  Плохов А. В. 2002. Керамика «ладожского типа» в Скандинавии // Янин В. Л. (отв. ред.). В: У истоков Новгородской земли. Любытино: БуТ, 144
16. ↑  Конецкий В. Я. Центр и периферия Приильменья: особенности социально-политического развития Архивная копия от 12 сентября 2011 на Wayback Machine // История и археология. Материалы научной конференции по археологии Великого Новгорода. Выпуск 8 (1994)
17. ↑  Рябинин Е. А., Дубашинский А. В. 2002. Любшанское городище в Нижнем Поволховье (предварительное сообщение). В: Кирпичников А. Н. (отв. ред.). Ладога и её соседи в эпоху средневековья. Спб: ИИМК РАН, 196—203
18. 1 2 3 4 5 6  Лебедев Г. С. Археология Ладоги // Эпоха викингов в Северной Европе и на Руси. — СПб.: Евразия, 2005. — ISBN 5-8071-0179-0
19. ↑  Носов Е. Н. Современные археологические данные по варяжской проблеме на фоне традиций русской историографии Архивировано 12 апреля 2008 года. // Раннесредневековые древности Северной Руси и её соседей. — СПб., 1999. — С. 151—163.
20. 1 2 3 4 5 6 7 8 9 10  Кузьмин С. Л. Ладога в эпоху раннего средневековья (середина VIII — начало XII в.) Архивная копия от 7 августа 2021 на Wayback Machine // Исследование археологических памятников эпохи средневековья. — СПб.: Нестор-История, 2008. — С. 69—94.
21. ↑  Лопатин Н. В. О феномене древнейшего летописного упоминания Белоозера и Изборска (Из сборника материалов Международной научной конференции «Северная Русь и проблемы формирования Древнерусского государства», состоявшейся в городах Вологда, Кириллов и Белозерск 6-8 июня 2012 г.) Архивная копия от 5 февраля 2015 на Wayback Machine
22. 1 2  Кузьмин С. Л. Начальный этап истории Ладоги. В: XII конференция по изучению истории, экономики, литературы и языка Скандинавских стран и Финляндии. Тезисы докладов. Москва; Петрозаводск, 1997. С. 166—168.
23. 1 2  Кузьмин С. Л. Стратиграфия и некоторые проблемы истории Староладожского поселения VIII—X вв. // Stratum plus. Археология и культурная антропология. 2000. № 5. С. 50—69.
24. 1 2 3 4 5 6 7  Кузьмин С. Л., Волковицкий А. И. Пожары и катастрофы в Ладоге: 250 лет непрерывной жизни? Архивная копия от 14 апреля 2021 на Wayback Machine // Ладога — первая столица Руси. 1250 лет непрерывной жизни: Седьмые чтения памяти Анны Мачинской: Сборник статей / Ред. Дмитрий Алексеевич Мачинский. Санкт-Петербург: Нестор-История, 2003. С. 45—57
25. ↑  Якубцинер М. М. О составе зерновых культур из Старой Ладоги Архивная копия от 5 февраля 2018 на Wayback Machine. — Краткие сообщения о докладах и полевых исследованиях Института истории материальной культуры, LVII, 1955. — 17.
26. ↑  Петров И. В. Восточное монетное серебро Архивная копия от 12 июня 2021 на Wayback Machine
27. ↑  Петров И. В. Топография кладов восточных, византийских, западноевропейских и древнерусских монет VI—XIII вв. Архивная копия от 12 июня 2021 на Wayback Machine // Современные наукоёмкие технологии. — 2014. — № 4. — С. 117—121
28. ↑  См. Комментарии к Повести временных лет. С. 217.
29. ↑  Кузьмин С. Л. Малые дома Старой Ладоги VIII—IX вв. (культурная принадлежность домостроительной традиции) Архивная копия от 15 марта 2022 на Wayback Machine // Археология и история Пскова и Псковской земли. Тез. докл. научно-практ. конф. Псков, 1989. С. 34—35
30. ↑  Головнёв А. Б. Антропология движения (древности Северной Евразии) Архивная копия от 8 октября 2016 на Wayback Machine. Екатеринбург: УрО РАН; «Волот». 2009. С. 287.
31. ↑  Ляпушкин И. И. Славяне Восточной Европы накануне образования Древнерусского государства (VIII — первая половина IX в.): Историко-археологические очерки // Материалы и исследования по археологии СССР. Л., 1968. № 152. С. 167.
32. 1 2 3 4  Носов Е. Н., Платонова Н. И., Белецкий С. В., Кирпичников А. Н., Курбатов А. В., Лапшин В. А., Миляев П. А., Санкина С. Л. Новое в археологии Старой Ладоги: материалы и исследования Архивная копия от 4 ноября 2019 на Wayback Machine / ИИМК РАН. — СПб.: Невская Книжная Типография, 2018. — 536 с., 171 ил. (Труды ИИМК РАН. Т. LIII).
33. ↑  Казанский М. М. О расселении славян в лесной зоне Восточной Европы: предметы раннесредневекового убора дунайского происхождения (VI—IX вв.) // Археологические вести, Институт истории материальной культуры РАН. — Вып. 28 / (Гл. ред. Н. В. Хвощинская). — СПб., 2020. С. 258
34. ↑  Кузьмин С. Л. Пожары и катастрофы в Ладоге: 250 лет непрерывной жизни // Ладога — первая столица Руси. 1250 лет непрерывной жизни. (Седьмые чтения Анны Мачинской). — СПб., 2003. — С. 45—57.
35. ↑  Викинги в Центрально-Восточной Европе: загадки Ладоги и Плиснеска (II). Дата обращения: 29 июля 2018. Архивировано 7 ноября 2019 года.
36. ↑  Седов В. В. Древнерусская народность. Историко-археологическое исследование (Миграция славян из Дунайского региона, стр. 183) Архивная копия от 6 ноября 2021 на Wayback Machine. М., 1999.
37. ↑  Щеглова О. А. Свинцово-оловянные украшения VIII—X вв. на Северо-Западе Восточной Европы // Ладога и её соседи в эпоху средневековья. СПб. 2002
38. 1 2  Кирпичников А. Н., Дубов И. В., Лебедев Г. С. Верхняя Русь // Славяне и скандинавы: Пер. с нем. / Общ. ред. Е. А. Мельниковой. — М., 1986. С. 57 Архивная копия от 12 июня 2018 на Wayback Machine
39. ↑  Кирпичников А. Н. Раннесредневековая Ладога (итоги археологических исследований). // Средневековая Ладога. Новые археологические открытия и исследования. — Л., 1985.
40. ↑  Григорьева Н. В. Вещи славянской культуры в материалах Ладожского поселения последней четверти IX в. (из раскопок в южной части Земляного городища) Архивная копия от 5 июля 2020 на Wayback Machine // Новые материалы и методы археологического исследования: Материалы III Международной конференции молодых учёных. — М.: ИА РАН, 2015
41. ↑  Исследования археологов ИИМК РАН расширили прежние представления о границах Старой Ладоги в раннем Средневековье Архивная копия от 2 января 2021 на Wayback Machine, 3 декабря 2020 года
42. ↑  Лебедев Г. С. Археология Ладоги // Эпоха викингов в Северной Европе и на Руси. — СПб.: Евразия, 2005. — С. 459—481. — 640 с. — ISBN 5-8071-0179-0. Архивировано 18 августа 2021 года.
43. ↑  Сурмина И. О. Самые знаменитые крепости России. — Москва «Вече», 2002. — С. 68-75
44. ↑  Григорьева Н. В. Древнейшая Ладожская крепость: хронология и стратиграфия (по итогам раскопок у Раскатной башни) // Археологические вести, Институт истории материальной культуры РАН. — Вып. 30 / [Гл. ред. Н. В. Хвощинская]. — СПб., 2020. С. 134
45. ↑  Селин, 2012, с. 117–126.
46. ↑  Мельникова Е. А. Скандинавские амулеты с руническими надписями из Старой Ладоги и Городища Архивная копия от 31 августа 2021 на Wayback Machine // Древнейшие государства Восточной Европы. 1991 год. М., 1994.
47. ↑  Керамика Ладоги VIII—X вв. как источник для реконструкции культурных процессов на Северо-Западе Руси. Дата обращения: 27 мая 2018. Архивировано 28 мая 2018 года.
48. ↑  «Наше Наследие» № 106, 2013. Кирпичников А. Н. Первая столица Руси Старая Ладога. Дата обращения: 2 января 2014. Архивировано 3 января 2014 года.
49. ↑  Сениченкова Т. Б. Керамика Ладоги VIII—X вв. как источник для реконструкции культурных процессов на Северо-Западе Руси Архивная копия от 28 мая 2018 на Wayback Machine, 1998
50. ↑  в сагах типичная «народная этимология», настоящее происхождение названия связано с названием финского племени ижора, именуемого у соседей inkeri (финск.) или ingeri (эстонск.), Ingermaa — «земля ингеров»
51. ↑  Из Эймундовой саги: «Ярл Рогнвальд будет владеть Альдегиоборгом (Ладогой), который уже имел он прежде».
52. 1 2 3  Ashot Margaryan et al. Population genomics of the Viking world // Nature, 16 September 2020 Архивная копия от 26 марта 2021 на Wayback Machine (bioRxiv, 2019 Архивная копия от 12 февраля 2020 на Wayback Machine)
53. ↑  Пежемский Д. В. Скандинавское присутствие на северо-западе по данным палеоантропологии // Староладожский сборник, 2012-б, Вып. 9, С. 88-107.
54. ↑  Санкина С. Л. Скандинавская проблема в свете антропологических данных: группы Русского Севера и Северо-Запада эпохи средневековья (XI—XIII века) Архивная копия от 21 октября 2020 на Wayback Machine // Археология, этнография и антропология Евразии № 1 (33) 2008
55. ↑  U5a2a1b Архивная копия от 12 ноября 2023 на Wayback Machine // YFull. MTree 1.02.20998
56. ↑  T-Y138678 Архивная копия от 11 ноября 2023 на Wayback Machine // YFull. YTree v11.04.00
57. ↑  R-Y69949 Архивная копия от 24 октября 2022 на Wayback Machine // YFull. YTree v10.06.00
58. ↑  H1b1 // YFull. MTree 1.02.20998
59. ↑  T. Douglas Price, Vyacheslav Moiseyev, Natalia Grigoreva. Vikings in Russia: origins of the medieval inhabitants of Staraya Ladoga // Archaeological and Anthropological Sciences, 2019
60. ↑  Новгородская первая летопись старшего и младшего изводов. Архивная копия от 15 мая 2013 на Wayback Machine — М.; Л.: Издательство Академии Наук СССР, 1950. — С. 196—205. «В лѣто 6580 [1072] — в лѣто 6634 [1126]»
61. ↑  Шитов М. В., Кильдюшевский В. И., Плешивцева Э. С., Сумарева И. В Городская среда, землепользование и сельское хозяйство в средневековой Ладоге и её округе (по палинологическим данным). I. Конец IX—XVI вв. Архивная копия от 9 мая 2019 на Wayback Machine // Вестник	СПбГУ. Сер. 7, 2007, вып. 1
62. ↑  Факты и сведения, выявленные и установленные в результате проведённых исследований // Акт государственной историко-культурной экспертизы земельного участка, подлежащего воздействию земляных, строительных, мелиоративных и (или) хозяйственных работ, предусмотренных статьёй 25 Лесного кодекса Российской Федерации работ по использованию лесов… Архивная копия от 12 февраля 2022 на Wayback Machine
63. ↑  Памятная книжка Санкт-Петербургской губернии. 1905 год. С. 202
64. ↑  Описание Санкт-Петербургской губернии по уездам и станам. — СПб.: Губернская Типография, 1838. — С. 82. — 144 с.
65. ↑  Новоладожский уезд // Алфавитный список селений по уездам и станам С.-Петербургской губернии / Н. Елагин. — СПб.: Типография Губернского Правления, 1856. — С. 104. — 152 с.
66. ↑  Списки населённых мест Российской Империи, составленные и издаваемые центральным статистическим комитетом министерства внутренних дел. XXXVII. Санкт-Петербургская губерния. По состоянию на 1862 год. СПб. 1864. С. 107. Дата обращения: 5 декабря 2019. Архивировано 18 сентября 2019 года.
67. ↑  Указатель приходов православных церквей. ЦГИА СПб. Ф. 19. Петроградская духовная консистория. 1744—1918
68. ↑  ПФА РАН. Ф. 135. Оп. 3. Д. 87. Комиссия по изучению племенного состава населения (КИПС) АН СССР (1917—1930). Материалы переписи населения 1926 г.
69. 1 2  Дубин А. С. Справочник истории административно-территориального деления Ленинградской области
70. ↑  Рыкшин П. Е. Административно-территориальное устройство Ленинградской области Архивная копия от 14 апреля 2021 на Wayback Machine. — Л.: Издательство Леноблисполкома и Ленсовета, 1933. — 444 с. — С. 28, 201, 202
71. ↑  Административно-экономический справочник по районам Ленинградской области / Адм.-террит. комис. Леноблисполкома; сост. Богомолов Ф. И., Комлев П. Е.; под общ. ред. Нужного А. Ф. — М.: Издательство Леноблисполкома и Ленсовета, 1936. — 383 с. — С. 127. Дата обращения: 4 декабря 2019. Архивировано 27 января 2022 года.
72. ↑  Административно-территориальное деление Ленинградской области. — Лениздат. 1973. С. 287. Дата обращения: 4 декабря 2019. Архивировано 30 марта 2016 года.
73. 1 2  Административно-территориальное деление Ленинградской области. — Лениздат. 1990. ISBN 5-289-00612-5. С. 45. Дата обращения: 2 декабря 2019. Архивировано 17 октября 2013 года.
74. ↑  Административно-территориальное деление Ленинградской области. СПб. 1997. ISBN 5-86153-055-6. С. 48. Дата обращения: 3 декабря 2019. Архивировано 17 октября 2013 года.
75. ↑  Коряков Ю. Б.. База данных «Этно-языковой состав населённых пунктов России». Ленинградская область. Дата обращения: 6 сентября 2018. Архивировано 5 марта 2016 года.
76. ↑  Президент распорядился… // Стройка, 16.12.2002. архивная ссылка.
77. ↑  Бранденбург Н. Е. Старая Ладога. Архивная копия от 27 июля 2017 на Wayback Machine — СПб, 1896
78. ↑  Старая Ладога
79. ↑  Раскопки в Старой Ладоге (Староладожская экспедиция ИИМК РАН) Архивная копия от 15 августа 2020 на Wayback Machine / Институт археологии Российской академии наук
80. ↑  Археологи нашли в Старой Ладоге клад времён Бориса Годунова Архивная копия от 16 июня 2021 на Wayback Machine / «Интерфакс»
81. ↑  Селин, 2016, с. 104, 107.
82. ↑  Селин, 2016, с. 94—95.
83. ↑  Селин, 2016, с. 98—100, 102, 104.
84. ↑  Решение Совета депутатов муниципального образования «Староладожское сельское поселение Волховского муниципального района Ленинградской области» № 14 от 20 ноября 2007 года. Дата обращения: 9 ноября 2023. Архивировано 9 ноября 2023 года.
85. ↑  Символика Староладожского сельского поселения Волховского муниципального района, (Ленинградская область). Дата обращения: 9 ноября 2023. Архивировано 13 октября 2022 года.
86. ↑  Мурашова Н. В., Мыслина Л. П. Дворянские усадьбы Санкт-Петербургской губернии. Южное Приладожье. Кировский и Волховский районы. — СПб.: Алаборг, 2009. — C. 207—224.
87. 1 2  Бучкин Д. П. О доме творчества «Старая Ладога» // Бучкин Д. П. Гравюры и рассказы. — СПб.: Библиотека «Невского альманаха», 2004. — С. 10.
88. ↑  Самохвалов А. Н. Ладога, и не только Ладога // Самохвалов А. Н. Мой творческий путь. — Л.: Художник РСФСР, 1977. — С. 102—113.
89. ↑  Самохвалов А. Н. В поисках монументальной выразительности // Самохвалов А. Н. В годы беспокойного солнца. — СПб.: Всемирное слово, 1996. — С. 193—194.
90. ↑  Баршова И., Сазонова К. Александр Николаевич Самохвалов. — Л.: Художник РСФСР, 1963. — С. 50.
91. ↑  В. Ф. Игнатенко. Разрушенная творческая база. Дата обращения: 14 апреля 2010. Архивировано из оригинала 8 января 2015 года.
92. ↑  Стенографический отчёт заседания Правления ЛССХ совместно с Правлением Ленизо и Художественным фондом по обсуждению плана работ на 1945 год и о подготовке к выставке 1945 года // Центральный Государственный Архив литературы и искусства. СПб. Ф. 78. Оп. 1. Д. 49. Л. 8.
93. ↑  Конова Л. С. Санкт-Петербургский Союз художников. Краткая хроника 1932—2009 // Петербургские искусствоведческие тетради. Выпуск 20. — СПб., 2012. — С. 176.
94. ↑  Семёнов А. Н., Осипов С. И., Гущин К. А. Выставка произведений : Каталог / Авт. вступ. статьи Г. Ф. Голенький. — Л.: Художник РСФСР, 1977. — С. 4.
95. ↑  Дом творчества художников «Старая Ладога» в галерее «Голубая гостиная» Санкт-Петербургского Союза художников. Дата обращения: 8 января 2015. Архивировано из оригинала 8 января 2015 года.
96. ↑  Зональная выставка «Ленинград». — Л.: Художник РСФСР, 1965. — С. 9, 13, 14, 15, 19, 21, 25, 31.
97. ↑  Изобразительное искусство Ленинграда. — Л.: Художник РСФСР, 1976. — С. 15, 16, 17, 19, 32.
98. ↑  Выставка произведений петербургских художников «Старая Ладога». 14 марта — 6 апреля 2014 года. Дата обращения: 8 января 2015. Архивировано 8 января 2015 года.
99. ↑  Фонд живописи, графики и скульптуры музея — заповедника «Старая Ладога». Дата обращения: 8 января 2015. Архивировано 8 января 2015 года.
100. ↑  Списки населённыхъ мѣстъ Россійской Имперіи. Санктпетербургская губернія. Списокъ населённыхъ мѣстъ по свѣдѣніям 1862 года / Обработанъ редакторомъ И. Вильсономъ. — Санктпетербургъ: Изданъ Центральнымъ статистическимъ комитетомъ министерства внутреннихъ дѣлъ, 1864. — 214 с.
101. ↑  Административно-территориальное деление Ленинградской области: [справ.] / под общ. ред. В. А. Скоробогатова, В. В. Павлова; сост. В. Г. Кожевников. - СПб., 2007. - 281 с. Дата обращения: 26 апреля 2015. Архивировано из оригинала 17 октября 2013 года.
102. ↑  Всероссийская перепись населения 2010 года. Ленинградская область. Дата обращения: 10 августа 2014. Архивировано 22 февраля 2014 года.
103. ↑  Ленинград и Ленинградская губерния : Краеведческий справочник / под ред. Е. Я. Голанта. — 1925. — С. 45. Дата обращения: 5 октября 2012. Архивировано из оригинала 6 ноября 2011 года.
104. ↑  Коряков Ю. Б.. База данных «Этно-языковой состав населённых пунктов России. Перепись 2020/21 года». Ленинградская область.
105. ↑  Фишман О. М., Засецкая М. Л., Исаченко Г. А., Королькова Л. В., Красникова О. А., Терюков А. И. Этноконфессиональный иллюстрированный атлас Ленинградской области. СПб. Издательский дом «Инкери». 2017. — 657 с. — С. 84. ISBN 978-5-903562-79-4
106. ↑  Официальные данные Федеральной информационной адресной системы. Село Старая Ладога